# Frégelles
Frégelles (Fregellae en latin) est une ancienne ville du Latium adiectum, située sur la via Latina entre Aquinum (Aquino) et Frusino (Frosinone), à la confluence du Liri et du ruisseau Trerus, sur une position stratégique entre Latium et Campanie, qui se trouve dans le territoire de la commune de Arce.

## Histoire

### Fondation et colonisation latine
Frégelles fut, d'après Tite Live, probablement fondée par les Sidicins, peuple osque, sur le plateau site de l'actuelle Isoletta, puis occupée et habitée par les Volsques. Avant sa destruction de la part des Samnites en 330 av. J.-C. La proche Fabrateria Vetus  (maintenant Ceccano, également fondée par les Volsques) appela Rome contre les  menaces d'expansion des Samnites. En 328 av. J.-C., les Romains installèrent une colonie de droit latin près du Liri ; en violation d'un accord avec les Samnites dans lequel le territoire à l'est de la rivière serait resté libre de l'occupation romaine. Cette fondation serait une des causes de la deuxième guerre samnite. En 321 av. J.-C., à la suite de la défaite des Fourches Caudines contre le général samnite Caius Pontius, Rome signa un traité qui livra la ville aux Samnites. Les opérations furent interrompues pendant cinq ans. Les Samnites, en conséquence occupèrent la ville de 320 av. J.-C. à 313 av. J.-C., lorsque la colonie latine fut reconstruite.

### Développement et crise
Au cours de l'avancée de Pyrrhus d'Épire à Rome en 279 av. J.-C., il aurait atteint le territoire de Frégelles, mais on ne sait pas s'il l'a occupé.
Frégelles fit face à la progression d'Hannibal en 212 av. J.-C. en détruisant le pont sur le Liri.
La ville a été l'une des 18 colonies en 209 av. J.-C. à être restée fidèle à Rome, et un corps de cavalerie de cette ville est mentionné dans la bataille où fut tué Marcellus.
En 177 av. J.-C., quatre mille familles samnites et péligniennes s’installent à Frégelles. Avant sa destruction finale, la ville était un centre florissant et économique au cœur du Sud Latium, entourée de vallées fertiles avec des ressources en eau abondantes. En 125 av. J.-C., à la suite des propositions de politique de Marcus Fulvius Flaccus qui voulait étendre les droits politiques romains aux Italiques, la ville fut à la tête d'une rébellion rapidement écrasée par le préteur Lucius Opimius. La ville fut détruite et les citoyens déportés à Rome, où ils furent soumis à des procès et des persécutions. 
Ceux qui restèrent fidèles au Sénat romain furent envoyés comme colons à Fabrateria Nova (auj. San Giovanni Incarico) de l'autre côté du Liri, près du confluent du Sacco où aujourd'hui se trouve Isoletta, village d'Arce, près du lac de San Giovanni Incarico. Le nom de Fregellae survécut dans la station de poste Fregellanum (Ceprano) sur la Via Latina.
Au temps de Strabon, Frégelles n'était plus qu'un village, mais toujours très populaire pour les habitants des villages voisins pour des motifs religieux. Pline l'Ancien ne la mentionne pas. Dans l'itinéraire d'Antonin le Pieux apparaît une station avec le nom de Fregellae, mais ce n'est apparemment pas la même ville.

## Zone archéologique
L'emplacement de la ville a été difficile à déterminer. Il y avait plusieurs ruines importantes sur les rives du Liri, mais aucune inscription ne permettait de déterminer à quelles villes elles correspondaient. Les plus probables semblaient être celles de San Giovanni Incarico, mais la découverte d'une inscription montra que c'était Fabrateria Nova.
L'abbé Bertrand Capmartin de Chaupy établit définitivement le site sur la rive gauche en face de la ville de Ceprano, dans une assez grande plaine où se trouvaient les restes d'un mur qui servaient de carrière pour Ceprano et d'autres villages alentour. L'endroit est encore appelé Opi ou Opio, probablement dérivé du mot Oppidum. 
Les fouilles sur le site de la ville latine ont commencé en 1978, révélant les vestiges de l'ère républicaine, ailleurs disparus, et le majestueux temple d'Esculape. Plus récemment, à Ceprano un musée a été ouvert pour la collection des découvertes plus récentes.